# Sümegprága
Sümegprága je samostatná (nikoliv část Sümegu) vesnice v Maďarsku v župě Veszprém, spadající pod okres Sümeg. Nachází se asi 4 km jižně od Sümegu, 22 km severozápadně od Tapolcy a 23 km severovýchodně od Keszthely. V roce 2015 zde žilo 589 obyvatel, z nichž je 90,2 % maďarské národnosti. Název se skládá z názvů Sümeg a Prága (maďarsky Praha), název tedy pravděpodobně znamená "Praha u Sümegu".
Sümegprága se skládá ze dvou částí, do nichž kromě Sümegprágy patří i část Szőlőhegy.
Sümegprága leží na silnici 73159. Je přímo silničně spojena s vesnicemi Bazsi, Lesenceistvánd, Lesencetomaj, Nyirád, Uzsa, Zalahaláp a městy Sümeg a Tapolca. Poblíže Sümegprágy pramení řeka Marcal, která jí také protéká.